# Pueblo Nuevo la Candelaria
Pueblo Nuevo la Candelaria är en ort i Mexiko.   Den ligger i kommunen Chichiquila och delstaten Puebla, i den sydöstra delen av landet, 210 km öster om huvudstaden Mexico City. Pueblo Nuevo la Candelaria ligger 2 364 meter över havet och antalet invånare är 184.
Terrängen runt Pueblo Nuevo la Candelaria är kuperad åt sydost, men åt nordväst är den bergig. Runt Pueblo Nuevo la Candelaria är det ganska glesbefolkat, med 36 invånare per kvadratkilometer. Närmaste större samhälle är Huatusco de Chicuellar, 18,1 km öster om Pueblo Nuevo la Candelaria. I omgivningarna runt Pueblo Nuevo la Candelaria växer huvudsakligen savannskog.